# The Kiss
The Kiss es una película de 2003 protagonizada por Francoise Surel, Eliza Dushku, Terence Stamp y Billy Zane. Cuenta la historia de una editora de libros (Surel) quien es cautivada por un manuscrito sobre un romance. Desafortunadamente, ella descubre que la historia no está terminada, así que con su compañera de cuarto (Dushku) intenta encontrar al autor, sólo para enterarse de que él (Stamp) no es nada más que un hombre triste después de la muerte de su esposa. La editora traba amistad con él, y descubren el significado del amor verdadero.

## Reparto
| Actor            | Personaje           |
| ---------------- | ------------------- |
| Francoise Surel  | Cara Thompson       |
| Eliza Dushku     | Megan               |
| Terence Stamp    | Philip Naudet       |
| Billy Zane       | Alan Roberts        |
| Illeana Douglas  | Joyce Rothman       |
| William Mapother | Peter               |
| Patty McCormack  | Priscilla Standhope |